# Ausgemeindung
Mit einer Ausgemeindung oder auch Rückgemeindung bezeichnet man in Deutschland den politischen Willen einer Stadt oder Gemeinde, einen Teil ihres Gemeindegebiets auszugliedern. Dabei können auch früher eigenständige Ortsteile den Status ihrer Eigenständigkeit zurückerhalten. Es ist der gegenteilige Prozess der Eingemeindung, den Wechsel der Zugehörigkeit eines Gebietes von einer Gemeinde zu einer anderen nennt man Umgemeindung. 
Der Prozess der Ausgemeindung erfolgt relativ selten. Die Gründe für eine solche Entscheidung sind vielfältiger Art. Beispielsweise sehen Ortschaften in der Bevormundung durch die Kernstadt und dem damit verbundenen eingeschränkten Gestaltungsspielraum bei innerörtlichen Vorhaben einen Grund zur Ausgemeindung. Auch eine Zwangseingemeindung kann Grundlage für eine spätere Ausgemeindung bilden.
Bei der Ausgemeindung werden in der Regel die finanziellen Vermögensverhältnisse einschließlich der Lasten und Verbindlichkeiten auf die neue Ortsgemeinde übertragen.

## Beispiele für Ausgemeindungen in Deutschland
- Die im Jahr 1902 entstandene Siedlung Ottobrunn war ursprünglich ein Ortsteil von Unterhaching (Ersterwähnung 1180). Am 1. April 1955 wurde Ottobrunn im Einvernehmen mit der Muttergemeinde ausgegliedert und zu einer eigenständigen Gemeinde erhoben. Wegen eines starken Bevölkerungswachstums ab 1942, vor allem ausgelöst durch den Zuzug ausgebombter Münchner sowie von Flüchtlingen und Heimatvertriebenen, hatte Ottobrunn zuletzt mehr Einwohner als Unterhaching und entsprechend mehr Vertreter im Gemeinderat.[1]
- Oberwesel und Urbar: Von 1974 bis 1999 dauerte die Verbindung zwischen den beiden Ortschaften. Doch der Zusammenschluss war von Anfang an nicht besonders freundschaftlich geprägt. Bereits seit Ende der 1980er Jahre wurden daher fortwährend Bestrebungen zur Lösung von der Stadt Oberwesel unternommen. Mit der „Verfügung über die Rückneugliederung des Ortsteiles Urbar aus der Stadt Oberwesel und Bildung der Ortsgemeinde Urbar mit Wirkung vom 13. Juni 1999“ durch die Kreisverwaltung des Rhein-Hunsrück-Kreises wurde für Urbar festgelegt, dass die Ausgliederung aus Gründen des Gemeinwohls erfolgt und die Ortsgemeinde Urbar als Rechtsnachfolger der ausgegliederten Teile gebildet wird. Bei der Ausgemeindung hatte die nun wieder selbstständige Gemeinde Urbar eine Schuldenquote von etwa 850.000 DM anteilig von der Stadt Oberwesel zu übernehmen.
- Maroldsweisach und Ermershausen: Die unterfränkische Gemeinde Ermershausen wurde 1978 unter Zuhilfenahme von mehreren Hundertschaften Bereitschaftspolizei zwangseingegliedert. Nach längeren Verhandlungen erfolgte 1994 jedoch die Ausgemeindung.
- Köln und Wesseling: 1975 wurde Wesseling in die Stadt Köln eingemeindet, aufgrund einer erfolgreichen Verfassungsklage erfolgte ein Jahr später wieder die Ausgemeindung.
- Bottrop und Gladbeck: Ebenfalls im Jahr 1975 wurde die bis dahin kreisfreie Stadt Gladbeck eingemeindet. Diese wehrte sich dagegen und hatte im Dezember desselben Jahres Erfolg (Nikolausurteil). Sie wurde zunächst als kreisfreie Stadt wiedererrichtet und wechselte ein halbes Jahr später in den Kreis Recklinghausen.
- Gießen und Wetzlar wurden kurz nach der Zusammenlegung zur Stadt Lahn wieder getrennt.
- Roßlau (Elbe) wurde 1936 nach Dessau eingemeindet. 1946 wurde es wieder eine eigenständige Stadt. 2007 vereinigten sich beide Städte zur neuen Stadt Dessau-Roßlau.
- 1933 und 1939 wurden zahlreiche Orte um Potsdam in die Stadt eingemeindet. Eine Reihe von ihnen wurde 1952 wieder ausgemeindet. Ein Teil dieser Gemeinden kam Jahrzehnte später wieder zu Potsdam: Eiche und Grube 1992, Golm, Fahrland und Neu Fahrland 2003. Dagegen kehrten Wilhelmshorst, Geltow und Bergholz-Rehbrücke nicht nach Potsdam zurück und gingen später in anderen Gemeinden auf.
- Nach dem Zweiten Weltkrieg kam der seit 1920 zu Berlin gehörende Westteil der Siedlung Staaken zur DDR und wurde 1952 Ortsteil von Falkensee. 1971 wurde Staaken ausgemeindet und eine eigenständige Gemeinde. Nach der deutschen Wiedervereinigung kam Staaken 1990 nach Berlin zurück.

### Streitigkeiten um Ausgemeindungen
- Essen und Kettwig: Seit der Zwangseingemeindung von Kettwig in die Stadt Essen avancierte die Wiedererlangung der Eigenständigkeit des Stadtteils zu einem politischen Dauerthema. Die CDU hatte immer wieder die Selbständigkeit Kettwigs eingefordert, zuletzt 1998 sogar mit einem Antrag im Landtag, welcher an der damaligen rot-grünen Mehrheit scheiterte. Nach dem Wechsel der NRW-Landesregierung im Mai 2005 erhielt das Vorhaben damit wieder eine neue Perspektive.
- Bochum und Wattenscheid: Im Jahre 1975 wurden Wattenscheid und Bochum durch eine Zwangseingemeindung im Zuge der Gebietsreform zusammengelegt. Wattenscheid verlor damit seinen Stadtrechtsstatus. Die Wiedererlangung der Unabhängigkeit steht daher fortwährend in der politischen Diskussion.
- Papenburg und Aschendorf/Ems: Durch die Eingemeindung der Stadt Aschendorf in die Stadt Papenburg 1973 hat Aschendorf seine kommunale Selbständigkeit verloren und wird nun durch einen Ortsrat vertreten. Darüber hinaus hat die Stadt im Jahr 1977 durch die Zusammenlegung der Landkreise Aschendorf-Hümmling, Meppen und Lingen zum Landkreis Emsland den Kreissitz verloren. Bedingt durch diesen in Deutschland seltenen Doppelverlust der Verwaltung bildete sich zu Beginn der 1980er Jahre in Aschendorf eine Interessengemeinschaft, die die Wiederherstellung der kommunalen Selbständigkeit forderte. Diese Interessenvertretung (AIG) trat bei den Kommunalwahlen an und fand bei 80 % der Aschendorfer Wähler Zustimmung. In den folgenden Jahren wurde dieser Fall auch auf Landesebene behandelt. Der niedersächsische Landtag verabschiedete schließlich am 28. März 1990 das Gesetz zur Ausgliederung der Stadt Aschendorf aus der Stadt Papenburg. Die Umsetzung dieses Gesetzes wurde allerdings 1992 vom Bundesverfassungsgericht per einstweiliger Verfügung gestoppt und für unwirksam erklärt.
- Hilgertshausen-Tandern: Die ehemalige Gemeinde Tandern im oberbayerischen Landkreis Dachau versuchte erfolglos, mit einer Popularklage vor dem Bayerischen Verfassungsgerichtshof die Auflösung der kommunalen „Zwangsehe“ mit Hilgertshausen zu erreichen.
- Gernrode. Die Stadt Gernrode wurde 2011 nach Quedlinburg zwangseingemeindet. Eine Klage gegen die Eingemeindung hatte 2013 zunächst Erfolg und Gernrode wurde im Februar 2013 wieder eigenständig. Nach einem erneuten Eingemeindungsverfahren kam Gernrode zum 1. Januar 2014 wieder nach Quedlinburg.

## Beispiele für Gemeindetrennungen in Österreich
- Sankt Paul im Lavanttal und Sankt Georgen im Lavanttal: Im Jahre 1973 erfolgte die Gemeindezusammenlegung, die jedoch keine breite Unterstützung der Bevölkerung fand. Aufgrund einer im Jahre 1990 durchgeführten Volksbefragung erhielt die ehemalige Gemeinde St. Georgen mit Beschluss der Kärntner Landesregierung am 1. Januar 1991 die Eigenständigkeit zurück.
- Die Gemeinde Zeiselmauer wurde 1998 in die beiden Gemeinden Zeiselmauer und Muckendorf-Wipfing getrennt.[2]

## Beispiele für Ausgemeindungen in Polen
- Wodzisław Śląski sowie Radlin, Pszów, Rydułtowy und Marklowice: Die vier ehemals selbstständigen Orte wurden 1975 zwangseingemeindet, so dass die Großstadt Wodzisław Śląski entstand. 1997 wurden die Städte Radlin, Pszów, Rydułtowy und die Landgemeinde Marklowice infolge eines Bürgerentscheides wieder selbstständig. Dabei verblieb die Keimzelle von Radlin bei Wodzisław Śląski, da sie zwischenzeitlich mit der letztgenannten städtebaulich verwachsen war und manche Wohngebäude über die ehemalige Gemarkungen hinweg errichtet wurden. Die ehemaligen Radliner Außenstadtteile Biertułtowy, Obszary, Głożyny wurden somit zur neuen Stadt Radlin.
- Bytom und Radzionków: Die 1975 zwangseingemeindete Stadt Radzionków wurde am 1. Januar 1998 wieder selbstständig.